# Cistična fibroza
Cistična fibroza (imenovana tudi múkoviscidóza; krajše CF) je avtosomsko recesivno dedna bolezen, pri kateri je med drugim moteno izločanje sluzi iz pljuč, kar omogoča ustrezne razmere za kolonizacijo in okužbo pljuč z bakterijami, v otroštvu zlasti  Staphylococcus aureus, pri odraslih pa se pridruži še Pseudomonas aeruginosa.  Med belci v Evropi in tudi Sloveniji je cistična fibroza najpogostejša redka avtosomno recesivna dedna bolezen. Poleg pljuč prizadene še trebušno slinavko, jetra, ledvice in črevesje. Značilno je kopičenje goste sluzi v različnih organih. Med dolgoročne težave spadajo težave z dihanjem in izkašljevanje izmečka, kar je posledica pogostih okužb v pljučih. Drugi možni znaki in simptomi so okužbe obnosnih votlin, zaostanek v rasti, steatoreja (čezmerne količine maščob v stolici), betičasti prsti na rokah in nogah ter neplodnost pri večini obolelih moških. Simptomi se pri različnih bolnikih izražajo različno.
Bolezen povzroča mutacija obeh kopij (alelov) gena, ki nosi zapis za beljakovino, imenovano regulator transmembranske prevodnosti pri cistični fibrozi (CFTR). Ker se bolezen deduje recesivno, so bolniki z okvarjenim le enim alelom prenašalci bolezni, sicer pa nimajo izražih simptomov bolezni. Beljakovina CFTR je pomembna v nastajanju znoja, prebavnih sokov in sluzi. Zaradi nefunkcionalne beljakovine CFTR so omenjeni izločki v telesu gostejši. Diagnoza se potrdi s testom znoja in genetskim testiranje. S testom znoja se določa koncentracija natrija v znoju, saj je pri bolnikih s cistično fibrozo znoj nenormalno slan, kar pogosto zaznajo tudi starši med poljubljanjem otrok, ki bolehajo za cistično fibrozo. V nekaterih državah izvajajo presejanje novorojencev.
Zdravilo, ki bi pozdravilo bolezen, ni poznano. Okužbe pljuč se zdravijo z antibiotiki, ki se dajejo intravensko, z inhalacijami ali skozi usta. Včasih se uporablja dolgotrajno zdravljenje z azitromicinom. Učinkovito je lahko tudi inhaliranje hipertonične slane raztopine in salbutamola. Pri napredovanju pljučne bolezni pride v poštev presaditev pljuč. Zlasti pri mlajših bolnikih je pomembno nadomeščanje encimov trenušne slinavke in maščobotopnih vitaminov. Kratkoročno učinkovitost lahko imajo tudi tehnike za čiščenje dihalnih poti (na primer respiratorna fizioterapija), dolgoročni učinki pa niso potrjeni. Povprečna pričakovana življenjska doba v razvitem svetu je 42 do 50 let, mediana življenjska doba pa je 40,7 let. Nekoč je veljala cistična fibroza za usodno bolezen otrok, z novejšimi učinkoviti zdravili pa postaja kronična bolezen odraslih. Kakovost življenja bolnikov se je bistveno izboljšala s prihodom zdravil iz skupine modulatorjev CFTR (kot je na primer ivakaftor). V 70 % smrtnih primerov pri bolnikih s cistično fibrozo so vzrok težave s pljuči.
Cistična fibroza s enajpogosteje pojavlja pri osebah s severnoevropskim poreklom, pri katerih je pojavnost okoli 1 do 3 primera na 3.000 novorojencev;približno eden med 25 osebami pa je prenašalec bolezni. Najredkeje s epojavlja med Afričani in Azijci, se pa pojavlja pri osebah vseh ras. Kot posebno bolezen jo je prva opisala Dorothy Andersen leta 1938, prvi zapisi, ki se skladajo z opisom cistične fibroze, pa segajo vsaj v leto 1595. Ime »cistična fibroza« se nanaša na značilno prisotnost fibroze in cist v trebušni slinavki.
V Sloveniji je bilo v letu 2009 ustanovljeno Društvo za cistično fibrozo Slovenije, ki združuje bolnike z boleznijo cistična fibroza, njihove svojce in zdravstvene delavce.

## Prizadetosti posameznih organskih sistemov kot posledica mutacije
Osnovna okvara pri cistični fibrozi je moteno prehajanje natrijevih in kloridnih ionov v celicah vrhnjice, ki prekriva zunanje in notranje površine organov. Glavni vzrok obolevanja in umrljivosti je bolezen pljuč. Prisotni so tudi simptomi bolezni prebavil, jeter in žolčnika, kot sekundarna bolezen pa se pojavi še sladkorna bolezen (diabetes) in zmanjšana kostna gostota (osteopenija, osteoporoza). Poleg tega, imajo bolniki s cistično fibrozo lahko prizadet nosni organ (nosne in obnosne votline ter nosno žrelo), kar se kaže z oteženim dihanjem skozi nos, poslabšanjem voha, kroničnim sinuzitisom in nosno polipozo. Zaradi ponavljajoče uporabe nekaterih antibiotikov lahko pride tudi do okvare notranjega ušesa.

##### Bolezni pljuč/dihal
| Mutacija   | Delež/pogostost |
| ---------- | --------------- |
| ΔF508      | 66,0%           |
| G542X      | 2,4%            |
| G551D      | 1,6%            |
| N1303K     | 1,3%            |
| W1282X     | 1,2%            |
| Vse ostale | 27,5%           |

V pljučih sta posledici te motnje relativno pomanjkanje vode v sluznici dihalnih poti in manjša učinkovitost odstranjevanja sluzi z migetalkami sluznice, t. i. mukociliarnega čiščenja, kar ustvarja ugodne razmere za zgodnje pljučne okužbe in razvoj kronične okužbe.
Zdravljenje je usmerjeno v energično preprečevanje pljučnih okvar in podhranjenosti ter ohranjanje primerne kakovosti življenja. Na izid zdravljenja pljučnih obolenj pri cistični fibrozi ugodno vpliva zgodnje uvajanje čiščenja dihalnih poti, t. i. respiratorne fizioterapije. Poznamo več različnih tehnik respiratorne fizioterapje: tehnike za čiščenje perifernih dihalnih poti (položajna drenaža, perkusija ali pretrkavanje, vibracijska masaža prsnega koša) in tehnike za čiščenje centralnih dihalnih poti (kašelj, huffing (haffing), uporaba PEP-a s pripomočki (Flutter, Acapella, Threshold)).
Starši otrok s cistično fibrozo in kasneje sami bolniki se naučijo fizioterapevtskih metod, ki jih redno izvajajo večkrat dnevno na domu. S tem načinom se olajša izkašljevanje goste sluzi, ki se nabira v pljučih. Pred tem morajo bolniki preko ustreznega inhalatorja inhalirati razna zdravila, ki zmanjša viskoznost sluzi in izboljša čiščenje dihalnih poti. Okužba pljuč se lahko pri cistični fibrozi pojavi že zelo zgodaj, zato je že pri majhnih otrocih potrebno antibiotično zdravljenje. Ko pljučna bolezen pri cistični fibrozi napreduje in se razvije kronična okužba, je potrebno ob njenem poslabšanju pogosto zdravljenje z intravenskimi antibiotiki. V nekaterih centrih v tujini ustrezno usposobljeni starši in bolniki izvajajo intravensko antibiotično zdravljenje pogosto na domu. Epizode poslabšanja običajno spremljajo upad pljučne funkcije vse dokler ne pride do dihalne odpovedi. Presaditev pljuč je zaenkrat edina možnost, ki omogoča preživetje bolnikov. Zato je toliko pomembnejše, da starši otroku s cistično fibrozo redno izvajajo čiščenje dihalnih poti, ki pogosto zajema tudi programe telesnih dejavnosti. Dejstvo je, da redna respiratorna vadba, skupaj s fizičnim treningom, lahko pomembno vpliva na izboljšanje pljučne funkcije otrok s cistično fibrozo, seveda ob pomoči in sodelovanju staršev.

##### Okvara prebavil, jeter in žolčnika
Pri bolnikih s cistično fibrozo sta poglavitna vzroka podhranjenosti okvarjena prebava hranil v prebavilih in okvarjena ali nepopolna absorbcija hranil v črevesju zaradi motenega delovanja trebušne slinavke. Prehrana otroka s cistično fibrozo v večini primerov temelji na povečanem energijskem vnosu. Nekateri otroci s cistično fibrozo določen čas lahko normalno pridobivajo telesno maso in rastejo ter se temu primerno razvijajo, vendar otroci z napredovalimi pljučnimi težavami zelo kmalu potrebujejo za 50 do 60 % večji energijskih vnos kot njegovi zdravi vrstniki. Velikokrat se žal zgodi, da tudi ta način prehranjevanja pri bolniku ne zadostuje, zato so potrebni visokokalorični napitki, bogati z vitamini in minerali. Ko se pri cistični fibrozi pljučna bolezen še poslabša, lahko zaradi težavnejšega dihanja in vnetnih sprememb, ki so posledica kronične okužbe, pride do anoreksije in pospešene presnove, kar dodatno otežuje ustrezno prehranjevanje. Podhranjenost je povezana z okvarjenim pljučnim delovanjem, zato je pomembno, da se poskuša ohranjati predpisan indeks telesne mase, predvsem s prehrambenimi dodatki. Pri nekaterih bolnikih je treba prehrano dodatno vnašati skozi nosno-žrelno cevko v črevo (enteralna prehrana), pri drugih pa celo preko gastroenterostome, kar lahko ustrezno usposobljeni starši izvajajo tudi na domu.
Pomembna okvara jeter je posledica zapore žolčnih vodov, ki vodi lahko v cirozo jeter. V primeru napredovanja bolezni je potrebna presaditev jeter.

##### Sladkorna bolezen
S cistično fibrozo pogojena sladkorna bolezen je resno bolezensko stanje in jo pogosto spremlja tudi poslabšanje pljučne simptomatike in bolnikovega splošnega stanja, kar je lahko tudi vzrok smrti.

##### Zmanjšana kostna gostota
Bolnike s cistično fibrozo spremlja tudi zmanjšanje kostne gostote in s tem povečano tveganje za zlome. Po navadi se zmanjšana kostna gostota pojavi pri bolnikih v adolescentnem obdobju. Pri bolnikih s cistično fibrozo je zaradi zmanjšane kostne gostote povečano tveganje za zlome kosti in reber. Posledično se zmanjša pljučna funkcija in sposobnost izkašljevanja ter čiščenja dihalnih poti, kar privede do poslabšanja pljučne bolezni.

##### Neplodnost
Ženske s cistično fibrozo na splošno niso manj plodne kot zdrave ženske. Danes imajo številne ženske s cistično fibrozo otroke, z daljšanjem življenjske dobe pa se jih bo zanje odločalo še več. Pri oskrbi nosečnic s cistično fibrozo sta potrebna tesno sodelovanje zdravstvene ekipe, ki vodi bolezen, in izkušena ekipa porodničarjev. Skoraj večina moških s cistično fibrozo je neplodnih, vendar v današnjem času s postopkom oploditve z biomedicinsko pomočjo imajo številni mladi moški s cistično fibrozo otroke.
S takšnim načinom zdravljenja se lahko pomembno izboljša bolnikova kakovost življenja in potek bolezni. Z novimi načini zdravljenja, se lahko oskrba bolnikov v prihodnosti še izboljša, zato je pomembno, da ti bolniki prejemajo zdravstveno oskrbo v posebnih zdravstvenih centrih, ob sodelovanju multidisciplinarne skupine strokovnjakov in staršev.

## Zgodovinski pregled zdravljenja CF

##### Trideseta leta 20. stoletja
Dorothy Hansine Andersen je podala natančen opis obdukcije trebušne slinavke devetinštiridesetih pacientov s CF. Primerjala je spremembe epitelija , ki so nastale pri CF, s spremembami epitelija pri pomanjkanju vitamina A. Domnevala je, da je pomanjkanje slednjega vitamina pripomore k nastanku bolezni.

##### Štirideseta leta 20. stoletja
V teh letih je bila CF spoznana kot generalizirana okvara in opisana kot mukoviscidoza (sinonim za neobičajno izločanje iz epitelija). Podoben pojav je bil prepoznan kot pokazatelj  recesivne oblike dedovanja. Smatralo se je, da je za celotno ekspresijo genetske napake potreben še dodatni dejavnik. Ta naj bi bil pomanjkanje vitamina A. Ugotovili so tudi, da je prisotnost okužbe eden od bolj očitnih faktorjev, ki oslabi respiratorno funkcijo in poveča učinek genetske mutacije. Dietno  zdravljenje CF je v štiridesetih letih temeljilo na visoko proteinski dieti, na uživanju velikih odmerkov vitamina A in uživanju surovih pankreatičnih izvlečkov s hrano. Ti izvlečki so bili na voljo že od leta 1930. Njihovo uporabo pri pacientih s prirojeno pankreatično okvaro je raziskala Dorthy Andersen. Bolnikom je priporočala dieto z zelo malo maščobami in več beljakovinami, z neomejeno količino sadja, zelenjave in sladkorja. Andersenova je tudi poudarila, da je treba z dietno terapijo pričeti čim prej, saj je učinkovitost zdravljenja odvisna od stopnje in tipa infekcije respiratornega trakta.

##### Petdeseta leta 20. stoletja
Diagnoze so bile osnovane na osnovi kliničnih simptomov in znakov, ki so bili značilnost pankreatične insuficience. Po navadi so diagnozo potrdili na osnovi progresivnega kliničnega poteka in hitre smrti. Čeprav je bil pankreatin na voljo že v tridesetih, so v Londonu raziskovalci šele tedaj objavili prve objektivne dokaze o terapiji s pankreatičnimi encimi pri otrocih s CF.

##### Šestdeseta leta 20. stoletja
V tem času je bilo preživelih bolnikov s CF zelo malo. Večina otrok je umrla v otroštvu zaradi gnojne pljučne bolezni, ki so jo povezovali z nezadostno prehrano. Manj kot danes so poudarjali povezavo med prehrano, imunološkim stanjem in preživetjem. V šestdesetih sta postali bolj splošno dostopni dve pomembni preiskavi, iontoforezni test znojenja s pilokarpinom in biopsija zgornjega tankega črevesa pri otrocih. Na osnovi teh dveh preiskav je bilo možno ugotoviti, ali gre za trebušno bolezen ali za CF. Skozi desetletje je bilo mnogo pristopov, s katerimi so se borili proti prehrambenim posledicam neprizanesljivih pljučnih okužb. Pri bolnikih s terminalnim stadijem CF so visoki odmerki anabolnih steroidov delovali dobrodejno. Navkljub njihovim očitnim stranskim učinkom so ostali še nekaj let del zdravljenja v klinikah, saj se je izkazalo, da so izboljšali kvaliteto življenja mnogih pacientov.

##### Sedemdeseta leta 20. stoletja
Sedemdeseta so bila zaznamovana z naraščajočim interesom opazovanja resnosti in intenzivnosti prehrambenih problemov, medtem ko je preživetje stabilno naraščalo. Višina in teža otrok s CF sta takrat postali bistven kriterij zdravljenja in diagnoze. Tipičen prehramben nasvet za dojenčke in otroke s CF se je nagibal k svobodnejši dieti in ne k striktno določeni prehrani. Starejšim otrokom s CF so priporočli 30–40 g maščob, 4–5 g beljakovin dnevno ter okrog 200 kcal/kg dnevno.

##### Osemdeseta leta 20. stoletja
Osemdeseta je zaznamoval izrazit znanstveni napredek.  Leta 1989 so znanstveniki identificirali gen za CF na sedmem kromosomu, ki nosi zapis za beljakovino CFTR (angl. Cystic Fibrosis Transmembrane Conductance Regulator). Ta beljakovina transportira sol in vodo iz in v celice na površini pljuč in prebavil.

##### Devetdeseta leta 20. stoletja
Precejšne prehrambeno zanimanje v zgodnjih devetdesetih je bilo nekako zakrito z identifikacijo CF gena v letu 1989 in očitnim potencialom  terapije nadomestnega gena. Osnovne zakonitosti prehrane so bile do tega trenutka že zelo dobro zasnovane. Zato so veliko pozornosti posvetili pacientom, ki so kljub pravilno postavljeni dieti še vedno imeli prehrambene težave. Pomembno je bilo tudi okoristiti vse paciente z novostmi, ki jih je prinesel pomemben prehrambeni napredek iz osemdesetih.

##### Leto 1990–1993
Raziskovalci so naredili kopijo gena za CFin ga uporabili za popravilo človeških CF celic v laboratoriju. Znanstveniki so testirali in zasnovali različne nove metode genskega zdravljenja za dostavo normalnega gena v pljuča ljudi s CF. V prvi objavljeni študiji o genski terapiji CF so poročali, da je mogoče celice s CF nat način popraviti. Po tridesetih letih so tudi razvili prvo novo zdravilo za zdravljenje CF z imenom Pulmozyme. FDA ga je odobrila samo pet let potem, ko so ga razvili v laboratoriju.

##### Leta 1995–1998
Rezultati štiriletne klinične študije so pokazale, da ibuprofen v velikih odmerkih zmanjša vnetje v pljučih pri ljudeh s CF. Prvič so tudi uporabili liposome kot transportni sistem za vnos CF gena. Znanstveniki so začeli strukturirati genom bakterije Pseudomonas aeruginosa, ki je najbolj pogost povzročitelj pljučne okužbe pri CF. FDA je odobrila zdravilo TOBI (raztopina tobramicina za inhaliranje), ki se prav tako uporablja za zdravljenje pljučnih okužb pri CF. Rezultati kliničnih študij so pokazali,da izboljšana verzija navadnega antibiotika popravi funkcijo pljuč pri bolnikih s CF in zmanjša število dni v bolnišnici. Društvo za CF je ustvarilo razvojni  terapevtski program, s čimer je spodbudilo razvoj novih oblik zdravljenja cistične fibroze. Ta program je preko terapevtsko razvojne mreže (Therapeutics Development Network, TDN Arhivirano 2009-11-23 na Wayback Machine.) sedmih specializiranih centrov za cistično fibrozo zagotavljal infrastrukturo in sredstva, ki so bila potrebna za izvedbo kliničnih preiskav v zgodnjih fazah. Prvo uporabljeno zdravilo v teh preiskavah je bilo INS365. Zanj so dokazali, da preko povečanega prehoda kloridnih ionov v celice, izboljša izločanje v pljučih.

##### Leta 2001–2003
Izdelan je bil mikročip, ki je vseboval ves genetski zapis bakterije Pseudomonas aeruginosa. Klinične raziskave so pokazale, da se je pri pacientih, ki so jemali antibiotik azitromicin, funkcija pljuč značilno izboljšala, hospitalizacija pa se je zmanjšala  skoraj za 50 %. Znanstveniki so določili tridimenzionalno strukturo bistvenega dela beljakovine CFTR, kar daje možnosti z načrtovanje zdravil, s katerimi bi bilo mogoče popraviti okvarjeno beljakoino.

## Psihosocialni vidik bolezni
Poleg vseh teh bolezenskih težav pa je zelo pomemben psihosocialni vidik pri cistični fibrozi. V prvem obdobju se mora celotna družina organizirati na način, ki bo poleg obveznosti omogočal tudi zadovoljstvo staršem in ostalim družinskim članom. Če bo življenje vsebovalo samo obveznosti, se lahko zelo kmalu zgodi, da se bo kdo iz družine umaknil. Zato je toliko pomembnejše, da se starše razbremeni in se jim omogoči, da lahko ostanejo doma pri bolnem otroku. Ko se začne stanje pri otroku slabšati in so hospitalizacije vse pogostejše, se duševna stiska še poglobi. Zadnje, zelo težavno obdobje pa je prav gotovo presaditev pljuč, ko se bolnik sooči s smrtjo. Bolnike običajno napotijo na presaditev, ko zdravnik meni, da je njihova pričakovana življenjska doba le še leto dni. Zato se precej bolnikov za presaditev ne odloči, omejene pa so tudi možnosti, da bodo za presaditev na voljo ustrezna pljuča. Približno 40 % bolnikov na čakalnem seznamu presaditve ne dočaka. Pri tistih, pri katerih je bila presaditev uspešna, se pričakovani izid zdravljenja izboljšuje, saj je danes pet letno preživetje okoli 60%. Pri oskrbi po presaditvi so bolniki še vedno močno ogroženi zaradi zapletov, zavrnitve organa in okužb.

## Društvo za cistično fibrozo Slovenije
Društvo za cistično fibrozo Slovenije je društvo, ki združuje bolnike z boleznijo cistična fibroza, njihove svojce in zdravstvene delavce. Ustanovljeno je bilo 3.11.2009, sedež na Troštovi ulici na Igu. 

## Upi za prihodnost
Čeprav je zdravljenje cistične fibroze zgolj simptomatsko in predstavlja presaditev pljuč ob hudo napredovani bolezni edino možnost, se predvideva, da se bo v prihodnosti z genskim zdravljenjem popravilo osnovno bolezensko okvaro.Izgledi za večji napredek v zdravljenju cistične fibroze v prihodnosti so dobri, do tedaj pa je treba ohraniti čim bolj čista pljuča in omogočiti čim kakovostnejše življenje bolnikom s cistično fibrozo in njihovim družinam.

## 65 vrtnic
je simbol za bolnike s cistično fibrozo vseh starosti, s katero poimenujejo bolezen (lažje je reči, živeti s 65. vrtnicami, kot pa s cistično fibrozo) in hkrati dan v koledarskem letu, ko naj bi se vsi ljudje zavedali usodnosti bolezni CF 
Mary G. Weis je postala prostovoljka za Fundacijo CF leta 1965. Imela je tri sinove s cistično fibrozo. Njeno delo je bilo, da je vsak dan klicala vladne, socialne službe, razne organizacije in tako iskala finančno pomoč za raziskave CF. Njen sin, štiri letni Richard, jo je na skrivaj pozorno poslušal, ko se je pogovarjala po telefonu. Čez nekaj časa je Richard prišel v sobo in mami rekel: »Mama, vem za koga delaš.« Mary je bila presenečena, začudeno ga je vprašala: »Za koga jaz delam, Richard?« »Ti delaš za 65 vrtnic,« ji je ljubeznivo odgovoril. Mary je bila ganjena. Šla je k njemu in ga nežno objela. Ni hotela, da vidi, da ji tečejo solze po licih in je rekla: »Da, Richard, jaz delam za 65 vrtnic.«

## Evropski teden osveščenosti o CF
Od 15. do 21. novembra 2010 CF Europe in društva bolnikov v 33 evropskih državah organizirajo 2. evropski teden osveščenosti o cistični fibrozi - da bi se borili za boljše in daljše življenje vseh ljudi, ki živijo s CF. V letu 2009 je potekal 1. evropski teden osveščenosti o cistični fibrozi Arhivirano 2010-10-28 na Wayback Machine. od 9. do 15. novembra.
Glej tudi www.cfweek.eu Arhivirano 2010-10-28 na Wayback Machine. in spletno stran Arhivirano 2011-01-02 na Wayback Machine. Društva za CF Slovenije o Evropskem tednu osveščenosti o CF.